# Trafic de persoane
Traficul de persoane este comerțul cu persoane în scopul muncii forțate, sclaviei sexuale sau exploatării sexuale comerciale pentru traficant sau pentru alții. Aceasta poate include furnizarea unui consort în contextul căsătoriei forțate, sau extracția de organe sau țesuturi, inclusiv pentru maternitatea surogat și îndepărtarea ovulelor. Traficul de persoane poate avea loc în interiorul unei țări sau la nivel transnațional. Traficul de persoane este o infracțiune împotriva persoanei din cauza încălcării drepturilor de circulație ale victimei prin constrângere și din cauza exploatării comerciale a acesteia. Traficul de persoane este comerțul cu persoane, în special cu femei și copii, și nu implică neapărat deplasarea persoanei dintr-un loc în altul.

Traficul de persoane este „Recrutarea, transportul, transferul, adăpostirea sau primirea de persoane, inclusiv schimbul sau transferul de control asupra persoanelor în cauză, efectuate sub amenințare sau prin uz de forță sau prin alte forme de constrângere, prin răpire, prin fraudă, prin înșelăciune, prin abuz de putere sau profitând de starea de vulnerabilitate sau prin oferirea sau primirea de bani sau de alte foloase pentru a obține consimțământul unei persoane care deține controlul asupra alteia, în vederea exploatării.” (Directiva 2011/36/EU)
Traficul de persoane este o industrie de miliarde de dolari pe plan internațional și a doua ca profitabilitate după traficul de droguri. Spre deosebire de traficul de droguri, „produsul” poate fi revândut. 
În Europa, peste jumătate din victimele traficului de persoane sunt exploatate în scopuri sexuale. Victimele sunt bătute și violate în mod repetat, private de libertate și terorizate. Deseori chiar și după salvarea victimelor , acestea rămân cu traume pe viață.
În 2012, în România au fost înregistrate 1.041 de victime ale traficului de persoane, dintre care 526 au fost exploatate sexual. Aproape jumătate din femeile traficate au fost minore. (conform ANITP)
Numărul precis al victimelor nu poate fi cunoscut pentru că victimele traficului de persoane fie nu se consideră victime, fie nu vor să admită acest lucru în acte oficiale. Din aceste motive, numărul real este unul mult mai mare.

## Legislația română
Articole de lege relevante în legislația română (noul cod penal intrat în vigoare în 2014) sunt: Art. 182 Exploatarea unei persoane, Art. 209 Sclavia, Art. 210. Traficul de persoane, Art. 211 Traficul de minori, Art. 212 Supunerea la muncă forțată sau obligatorie, Art. 213 Proxenetismul, Art. 214
Exploatarea cerșetoriei, Art. 216 Folosirea serviciilor unei persoane exploatate. 

## Tipuri de trafic de persoane

### Traficul de copii
Traficul de copii presupune recrutarea, transportarea, transferul, adăpostirea sau primirea de copii în scopul exploatării. În multe cazuri, aceștia sunt exploatați sexual, inclusiv prin forțarea lor în prostituție  sau alte forme de activitate sexuală precum pornografie infantilă. Exploatarea copiilor poate implica, de asemenea, sclavie sau practici similare sclaviei, servitute sau folosirea copiilor pentru trafic de organe , adopții ilegale, căsătorie timpurie, recrutare în forte militare (copii-soldați) sau cerșit.

### Exploatare sexuală
Organizația Internațională a Muncii susține că munca forțată din industria sexuală afectează 4,5 milioane de oameni din întreaga lume. Majoritatea victimelor se află în situații coercitive sau abuzive din care evadarea este atât dificilă, cât și periculoasă.

### Trafic de forță de muncă
Traficul de muncă este mișcarea persoanelor în scopul muncii forțate și al prestării serviciilor. Traficul de forță de muncă se întâmplă cel mai adesea în domeniul muncii casnice, agriculturii, construcțiilor, fabricațiilor și divertismentului; iar muncitorii migranți și indigenii riscă în mod special să devină victime.